# Benen i kors
"Benen i kors" är en popsång skriven av Lisa Ekdahl. Den utgör andra spåret på hennes självbetitlade debutalbum Lisa Ekdahl (1994) och utkom även som singel samma år.
Som B-sida valdes "Du sålde våra hjärtan", även den skriven av Ekdahl och medtagen på debutalbumet. Låtarna producerades och arrangerades av Gunnar Nordén. De spelades in i EMI Studios i Stockholm med Fredrik Andersson som tekniker. De mixades av Nordén och Andersson.
"Benen i kors" låg tre veckor på Svensktoppen mellan den 11 och 25 juni 1994, som bäst på plats sju.
Låten togs 1996 med på samlingsalbumet 100% svenska sommarhits med blandade artister och 2003 på Ekdahls egna samlingsalbum En samling sånger.
2016 tolkades den av Jill Johnson i Så mycket bättre.

## Låtlista
Alla låtar skrivna av Lisa Ekdahl.
1. "Benen i kors"
2. "Du sålde våra hjärtan"